# Edificio Paseo Los Héroes
El Edificio Paseo Los Héroes es un proyecto inmobiliario actualmente en construcción, ubicado en la ciudad de Chillán, Chile. Estará compuesto por dos edificios, Torre Independencia de 17 pisos y Torre Libertad de 20 niveles, cuales serán las estructuras más altas de la urbe y la Región de Ñuble, asimismo contará en su interior con un hotel, oficinas, estacionamientos subterráneos para automóviles eléctricos, establecimientos comerciales y el uso de energía solar y eólica.
Inicialmente, se esperaba que su inauguración fuera en diciembre de 2021, sin embargo, con la llegada de la Pandemia de COVID-19 en Chile, esta fue postergada al 30 de junio de 2023, a pocos días después del aniversario 443 de la fundación de la ciudad de Chillán.
El proyecto, cual fue iniciado como parte de la reconstrucción de la ciudad tras el Terremoto de Chile de 2010, reemplazará al antiguo Edificio Los Héroes, cual resultó severamente dañado por el sismo.